# Kalibák
Kalibák románul: Romanești, falu Romániában, Erdélyben, Szeben megyében.

## Fekvése
Balázstelkétől északra fekvő település.

## Története
Kalibák korábban Balázstelke része volt, 1910-ben 254 lakosa volt, melyből 234 román, 17 magyar, a többi egyéb nemzetiségű lakos.
1956-ban 256, 1966-ban 213, 1977-ben 183,  1992-ben 109 román lakossal. 2002-ben 103 lakosából 98 román, 1 magyar, a többi egyéb nemzetiségű lakos volt.